# توتنیواتس، سربرنیک
توتنیواتس، سربرنیک (بوسنیایی: Tutnjevac (Srebrenik)) یک منطقهٔ مسکونی در بوسنی و هرزگوین است که در Srebrenik واقع شده‌است.